# Dragove
Dragove je manjše naselje  na Dugem otoku (Hrvaška), ki upravno spada pod občino Sali Zadrske županije.

## Geografija
Dragove ležijo na griču, na severovzhodni strani otoka. Naselje se z griča spušča proti obali v zalivu Luka. Bližnja Božava je oddaljena okoli 4 km. Pred obalo naselja v zalivu Bukašin, kjer so plodna polja, ležijo otočki: Tatišnjak, Veli in Mali Planatak, v zalivu Luka pa otoček Magarčić.
V zalivu Bokašin nasproti »bunkerja« stoji kratek pomol, pri katerem je globina morja do 2 m. V dnu zaliva Luka je manjši zalivček Dumboka. Pri »bunkerju« stoji manjši pomol. Dumboka je pristanišče naselja Dragove. Sredi zaliva je sidrišče. Globina morja v sidrišču Dumboka je okoli 13 m.

## Zgodovina
Okolica je bila poseljena že v antiki, kar dokazujejo rimske najdbe pri griču Dumbovice. Hrvaško naselje pa se v starih listinah prvič omenja v 14. stoletju. Tukaj je imela svojo posest zadarska družina Drago. Posest je  v 15. stoletju postala last družine Salamoni.
Župnijska cerkev sv. Leonarda je bila postavljena na prehodu iz 12. v 13. stoletje. Na razgledni točki nad naseljem stoji cerkev Gospe od Dumbovice, prvič omenjena v 15. stoletju.

## Demografija
| Pregled števila prebivalcev po letih | Pregled števila prebivalcev po letih | Pregled števila prebivalcev po letih | Pregled števila prebivalcev po letih | Pregled števila prebivalcev po letih | Pregled števila prebivalcev po letih | Pregled števila prebivalcev po letih | Pregled števila prebivalcev po letih | Pregled števila prebivalcev po letih | Pregled števila prebivalcev po letih | Pregled števila prebivalcev po letih | Pregled števila prebivalcev po letih | Pregled števila prebivalcev po letih | Pregled števila prebivalcev po letih | Pregled števila prebivalcev po letih |
| ------------------------------------ | ------------------------------------ | ------------------------------------ | ------------------------------------ | ------------------------------------ | ------------------------------------ | ------------------------------------ | ------------------------------------ | ------------------------------------ | ------------------------------------ | ------------------------------------ | ------------------------------------ | ------------------------------------ | ------------------------------------ | ------------------------------------ |
| 1857                                 | 1869                                 | 1880                                 | 1890                                 | 1900                                 | 1910                                 | 1921                                 | 1931                                 | 1948                                 | 1953                                 | 1961                                 | 1971                                 | 1981                                 | 1991                                 | 2001                                 |
| 219                                  | 500                                  | 221                                  | 285                                  | 352                                  | 323                                  | 392                                  | 333                                  | 381                                  | 370                                  | 332                                  | 311                                  | 78                                   | 139                                  | 42                                   |